# Michał Marczewski
Michał Piotr Marczewski, pseud. M. Mimar, Andrzej Mur (ur. 1 sierpnia 1868 w Warszawie, zm. 3 czerwca 1939) – polski dziennikarz, pisarz i malarz.
Po ukończeniu szkoły realnej kształcił się na kursach rysunków i malarstwa Wojciecha Gersona. Od lipca 1918 pracował w „Kurierze Polskim”. Pracował także w Ministerstwie Spraw Wojskowych w charakterze referenta, a następnie w randze nadkomisarza w Ministerstwie Spraw Wewnętrznych. Pochowany na cmentarzu Bródnowskim w Warszawie (kwatera 54D-4-30).

## Twórczość
- 1900 – Marny los: melodramat w 5 aktach
- 1908 – W nierównej walce: powieść na tle współczesnych zdarzeń w Królestwie Polskiem
- 1909 – Pijawki – powieść
- 1914 – Dwór Ludwika XV
- 1914 – Na chwiejącym się tronie: z dziejów panowania Ludwika XVI
- 1919 – Kto ma rządzić w Polsce?
- 1930 – Przygody w złotodajnej Klondyke: historja poszukiwacza złota – opowiadanie dla młodzieży
- 1930 – Wilk morski u ludożerców: opowieść byłego żeglarza – opowiadanie dla młodzieży
- 1930 – Wyspa pływająca: napad „Sępiego Pazura” – opowiadanie dla młodzieży
- 1933 – Zbiorek powinszowań okolicznościowych na dnie imienin, świąt rodzinnych, noworocznych, rocznic ślubów z dodatkiem wierszy jubileuszowych, dedykacyjnych i w imienniku poświęcony dziatwie polskiej i młodzieży dorastającej – poradnik
- 1936 – W krainie czerwonoskórych: w niewoli plemienia Lengua – zbiór opowiadań dla młodzieży
- 1937 – Dwa światy – powieść
- 1937 – Najnowszy sennik egipski z planetami
- 1938 – Świat cudów przyrody i dziwów techniki
- 1939 – Nowy sekretarz dla wszystkich: podręcznik korespondencji prywatnej we wszystkich możliwych sprawach rodzinnych, familijnych i towarzyskich – poradnik